# Großdobritz

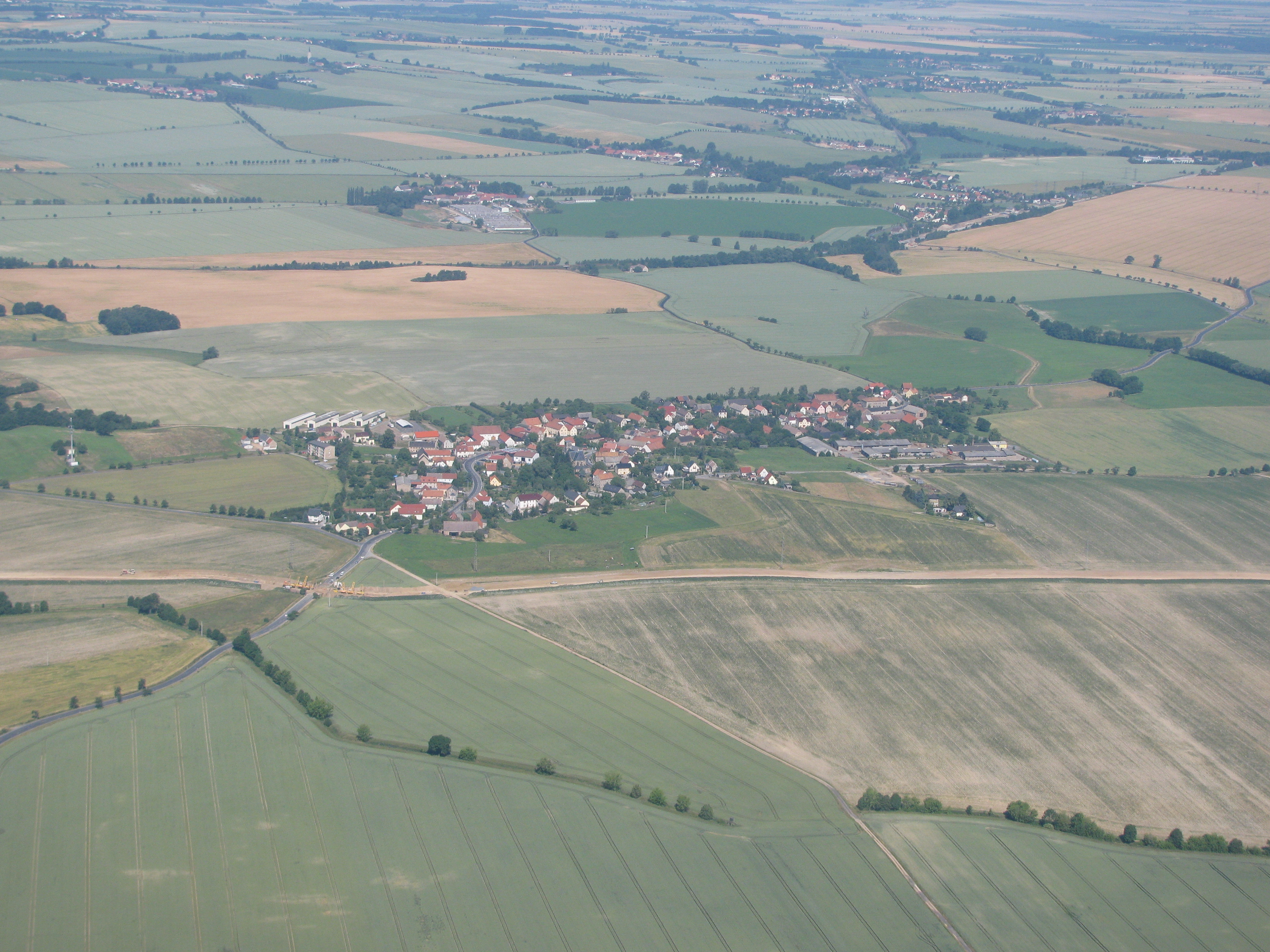
Großdobritz aus der Vogelperspektive

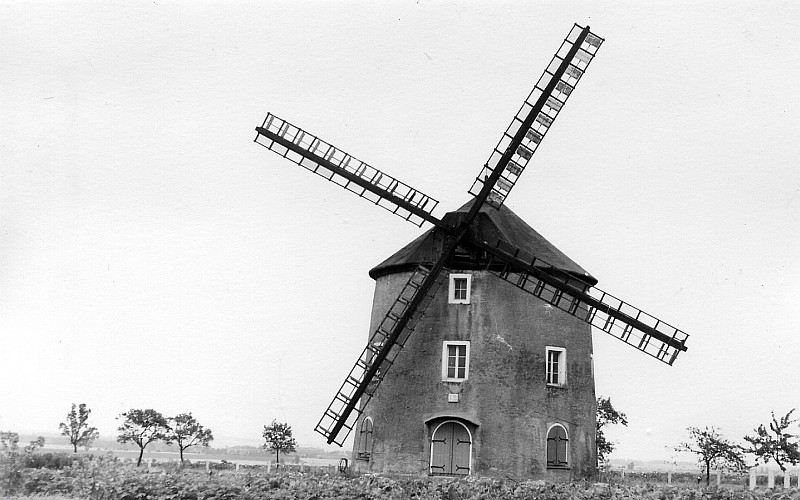
Turmholländerwindmühle Großdobritz (1974)

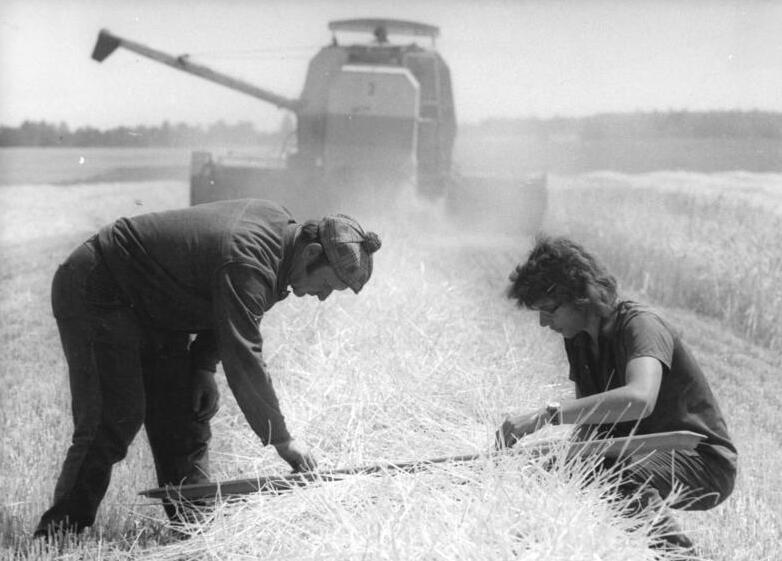
Getreideernte der „LPG Großdobritz“ (1976)

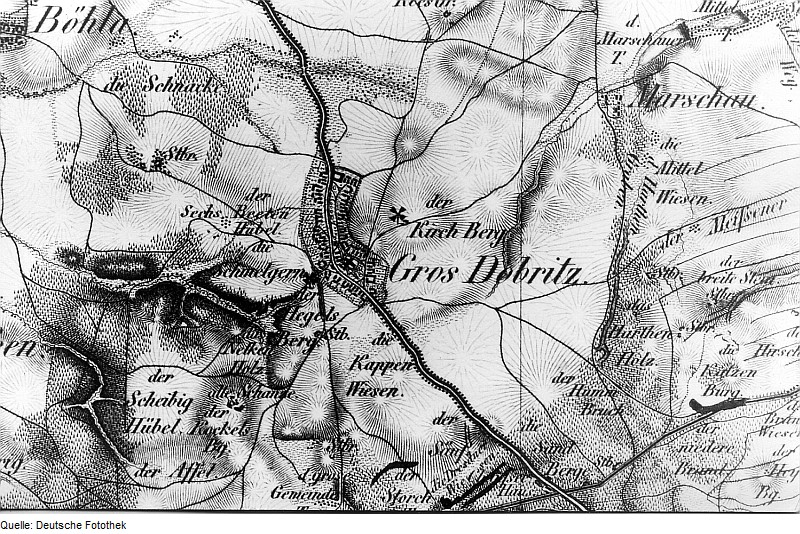
„Gros Dobritz“ auf einer Karte aus dem 19. Jahrhundert

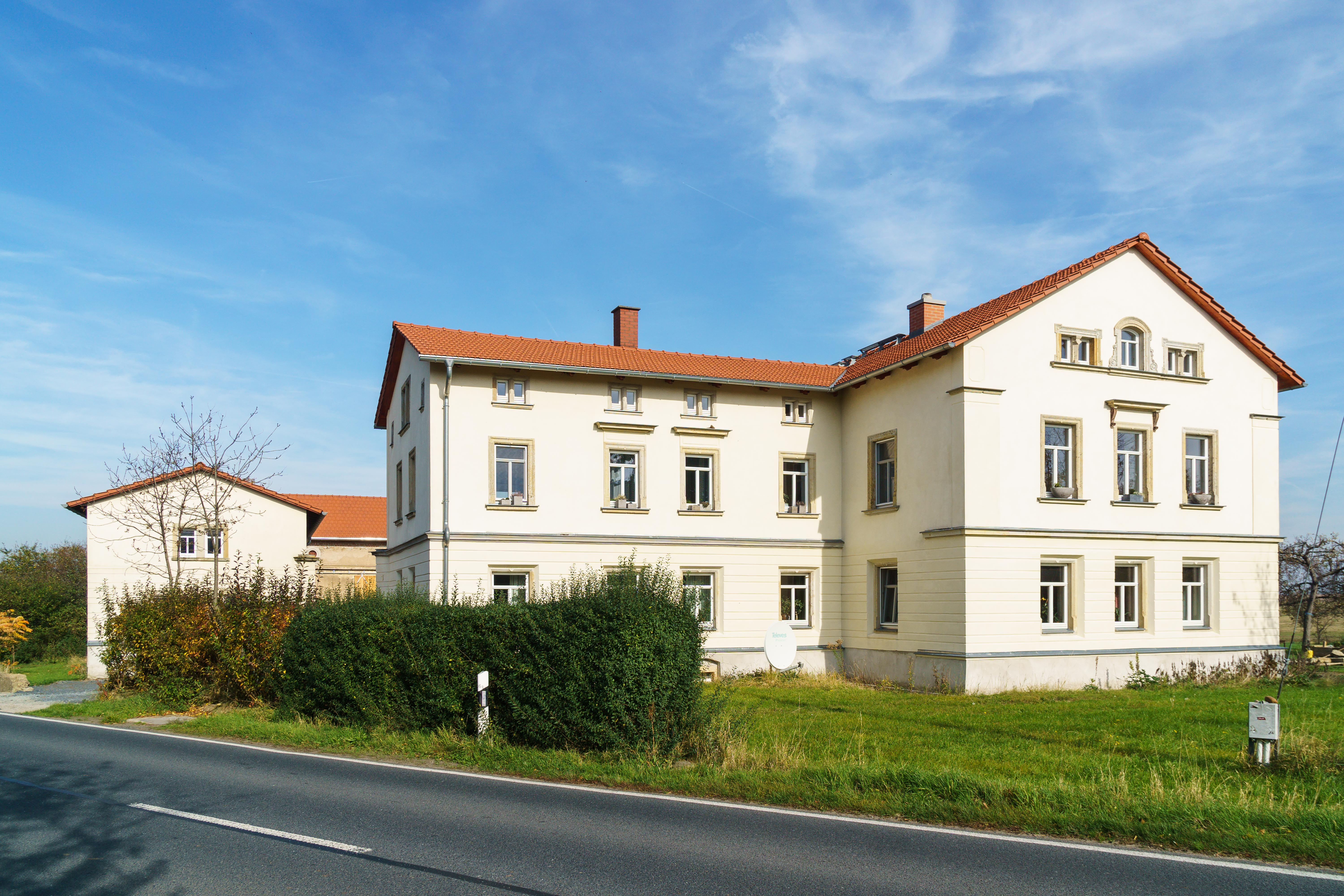
Wohnhaus eines Vierseithofs, ehem. Brauerei Großdobritz

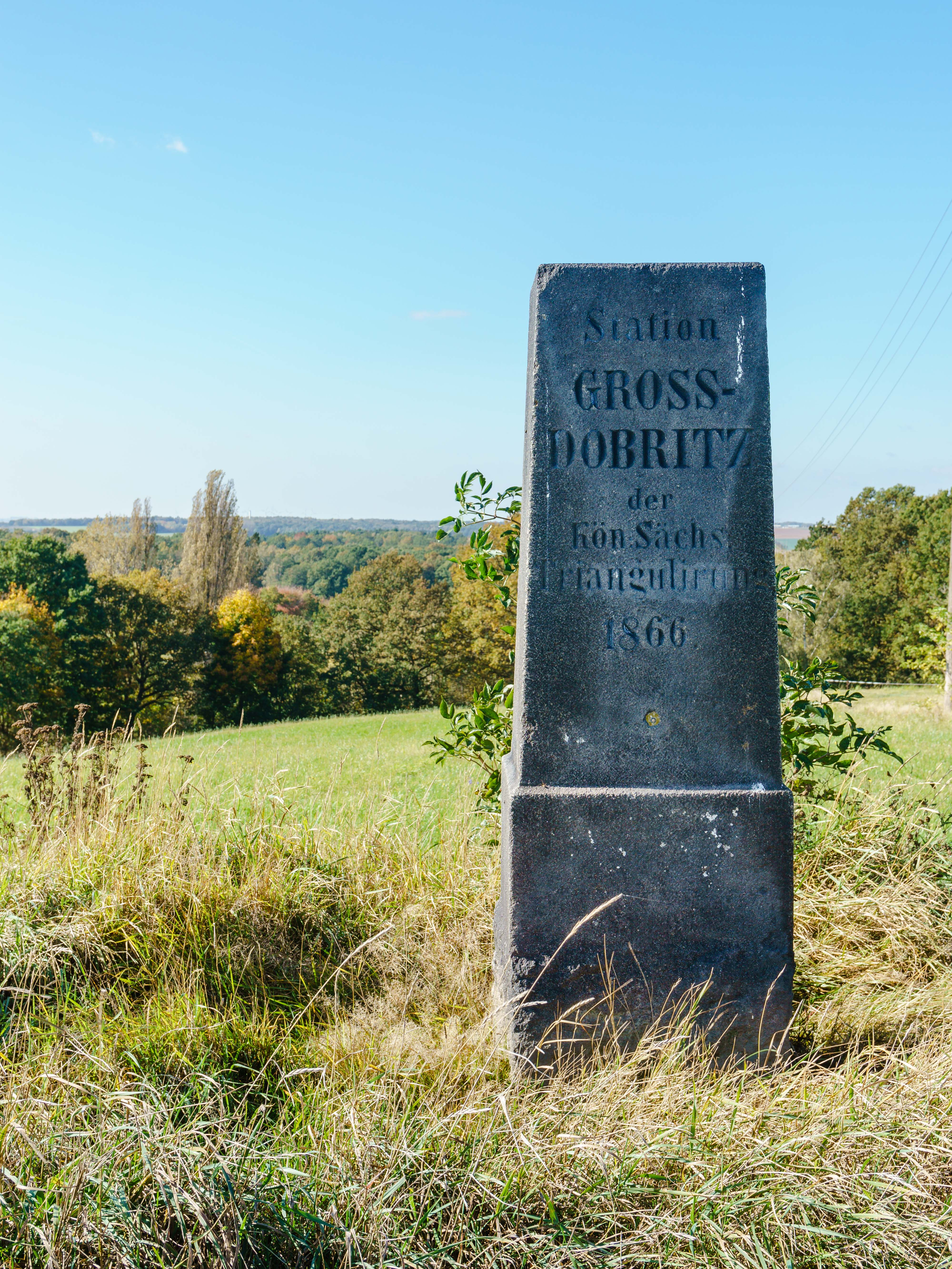
Triangulationssäule Grossdobritz

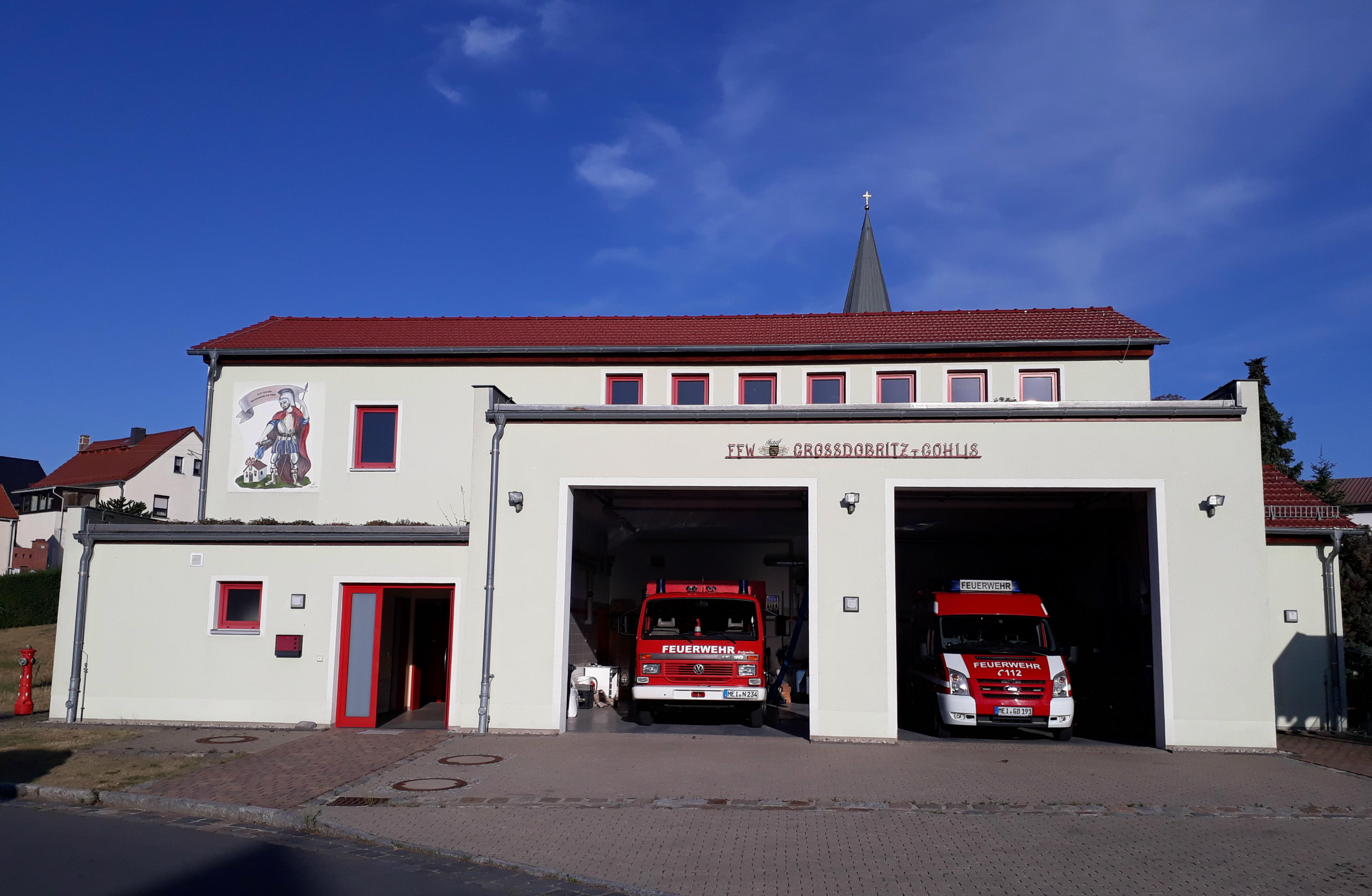
Feuerwehrhaus der Feuerwehr Großdobritz/Gohlis

Großdobritz ist ein Ortsteil der Gemeinde Niederau im Landkreis Meißen in Sachsen.

## Geographie
Großdobritz liegt in der gleichnamigen Gemarkung im Nordosten der Gemeinde Niederau. Benachbarte Niederauer Ortsteile sind Gohlis im Süden und Jessen im Westen. Nordwestlich bis nordöstlich von Großdobritz liegen mehrere Ortsteile der Gemeinden Priestewitz und Ebersbach. Östlich von Großdobritz liegt der Moritzburger Ortsteil Steinbach. Großdobritz erstreckt sich in Südost-Nordwest-Richtung an der Quellmulde und entlang eines Baches, der nach Norden in Richtung Großenhain zur Großen Röder hin entwässert. Südöstlich von Großdobritz liegt das Landschaftsschutzgebiet Friedewald und Moritzburger Teichgebiet. Landwirtschaftlich genutzte Flächen umgeben den relativ geschlossen bebauten Ortsteil. Im Südwesten der Flur liegt der Großdobritzer Wald.
Zu Großdobritz gehört auch die Ortslage Buschhaus im Südosten der Flur nahe der Grenze zu Moritzburg. Dort trifft an einem 2010 errichteten Kreisverkehr die Staatsstraße 177 von Meißen nach Radeburg auf die Staatsstraße 81 von Dresden-Klotzsche über den Auer und Weinböhla-Neuer Anbau nach Großenhain. Die S81 führt unter dem Namen Dresdner Straße auch durch den Großdobritzer Ortskern. Weitere Straßen in Großdobritz sind die Friedensstraße, die Ermendorfer Straße, die Straße Am Sechsbeetehübel, der Böhlaer Weg sowie Hohl-, Kirch- und Mühlweg. Letzterer führt zu der markant östlich des Ortes gelegenen Großdobritzer Turmholländerwindmühle. An den ÖPNV ist Großdobritz über die Buslinien 458 und 459 der Verkehrsgesellschaft Meißen angebunden.

## Geschichte
Die ersten nachweisbaren Zeugen menschlicher Besiedlung auf der Flur von Großdobritz stammen aus der späten Bronzezeit. Im Jahr 1929 fanden archäologische Grabungen im Südwesten der Flur statt. Im Vorfeld des Baus der OPAL-Trasse fanden im Herbst 2008 Ausgrabungen nah beim Ortsausgang in Richtung Buschhaus statt. Etwa 200 m von den letzten Häusern entfernt wurde ein hölzerner Brunnenschacht aus spätslawischer Zeit gefunden. Durch eine Dendroanalyse der gut erhaltenen Holzreste konnte der Einschlag der Bäume auf das Jahr 918 datiert werden.
Der Ortsname fand 1350 erstmals urkundliche Erwähnung als „Doberwicz“ bzw. „Dobruwist“. Er ist in jedem Fall altsorbischen Ursprungs, lässt jedoch verschiedene Deutungsmöglichkeiten zu. Einerseits könnte er sich von „dobry“, zu Deutsch gut, herleiten, möglicherweise von „Dobravici“/„Dobrovici“ abgeleitet sein und somit „Siedlung der Leute einer Dobrava/eines Dobr“ bedeuten, außerdem weist er eventuell einen Bezug zu *dobr/*debr, einem altsorbischen Wort für Tal oder Schlucht, auf.
In einer Urkunde des Domkapitels Meißen vom 22. Mai 1369 erscheint erstmals der Ortsname in Verbindung mit dem lateinischen Wort für groß als „magna Dobrowicz“, 1378 wird er als „Doberwicz magnum“ und 1396 als „maiori Dobruicz“ erwähnt. Im 15./16. Jahrhundert heißt es schließlich „zu Grossen Doberwitz“ bzw. „Gros Doberitz“. Den Zusatz „Groß“ trägt der Ortsname seither zur Unterscheidung von Döbritzchen, einem vier Kilometer entfernten, kleinen Ort bei Lenz, Gemeinde Priestewitz, statt dessen Zusatz „Klein“ sich das Diminutiv „-chen“ durchgesetzt hat. Im Jahr 1791 ist die Schreibweise „Groß Dobritz“ verbürgt, 1875 trägt der Ort zur Unterscheidung von Großdobritz b. Dresden den Namen „Großdobritz b. Meißen“.
Das Angerdorf war im Jahre 1900 von einer 804 Hektar großen Gewannflur umgeben. Die Bewohner von Großdobritz lebten vorwiegend von der Landwirtschaft; sie bewirtschafteten im Jahr 1764 eine Fläche von 42¼ Hufen zu je 10 bis 27 Scheffel. Schon 1350 bestanden im Ort ein Allod und eine Curia. In die Grundherrschaft in Großdobritz teilten sich 1547 vier Besitzer: das Rittergut Lauterbach sowie das Schulamt, das Domstift und das Kloster Heilig Kreuz in Meißen. Im 18. Jahrhundert findet ein Vorwerk in Großdobritz Erwähnung. Im Jahr 1764 war Großdobritz größtenteils ein Amtsdorf. Die Verwaltung oblag dem Amt Hayn, anteilig auch dem Schul- und dem Prokuraturamt Meißen. 1816 dann dem Erbamt Meißen, anteilig dem Prokuraturamt. Im Jahre 1856 gehörte Großdobritz dann zum Gerichtsamt Meißen und kam danach zur Amtshauptmannschaft Meißen, aus der der gleichnamige Landkreis hervorging. Auf Grundlage der Landgemeindeordnung von 1838 erlangte Großdobritz seine Selbstständigkeit als Landgemeinde. Die Eingemeindung nach Niederau erfolgte 1994.
Auf dem Hegelsberg (197 m) unmittelbar südwestlich von Großdobritz entstand 1866 eine Station erster Ordnung der Königlich-Sächsischen Triangulation.
Müllermeister Theodor Missbach errichtete 1899 die Holländerwindmühle als Ersatz einer 1711 gebauten, später abgebrannten Bockwindmühle. Sie war bis 1962 in Betrieb, verlor aber später durch die Witterung ihre Flügel.
Von 1910 bis 1912 wurde in Großdobritz die Ortswasserleitung gebaut. Der Antrieb der Pumpen erfolgte durch eine Windturbine. Nachdem ein starker Sturm diese 1927 umgeworfen hatte, wurden die Pumpen auf Elektromotorenantrieb umgestellt.
Seit 1961 betreiben der Sächsische Jagd- und Schützenverein Großdobritz und seine Vorläufer am Scheibigholz im Westen der Flur einen Schießstand.
Aufgrund einer Umstrukturierung des Feuerwehrwesens der Gemeinde Niederau fusionierten 2003 die bisherigen Ortsfeuerwehren Großdobritz und Gohlis. Seit 2009 hat die Freiwillige Feuerwehr Großdobritz/Gohlis ein modernes Feuerwehrhaus.

## Einwohnerentwicklung
| Jahr | Einwohnerzahl                            |
| ---- | ---------------------------------------- |
| 1551 | 44 besessene Mann, 28 Inwohner           |
| 1764 | 34 besessene Mann, 1 Gärtner, 12 Häusler |
| 1834 | 372                                      |
| 1871 | 469                                      |
| 1890 | 540                                      |

| Jahr | Einwohnerzahl |
| ---- | ------------- |
| 1910 | 626           |
| 1925 | 584           |
| 1939 | 599           |
| 1946 | 719           |
| 1950 | 773           |

| Jahr | Einwohnerzahl |
| ---- | ------------- |
| 1964 | 611           |
| 1990 | 437           |
| 2010 | 381           |
| 2019 | 395           |

## Kirche

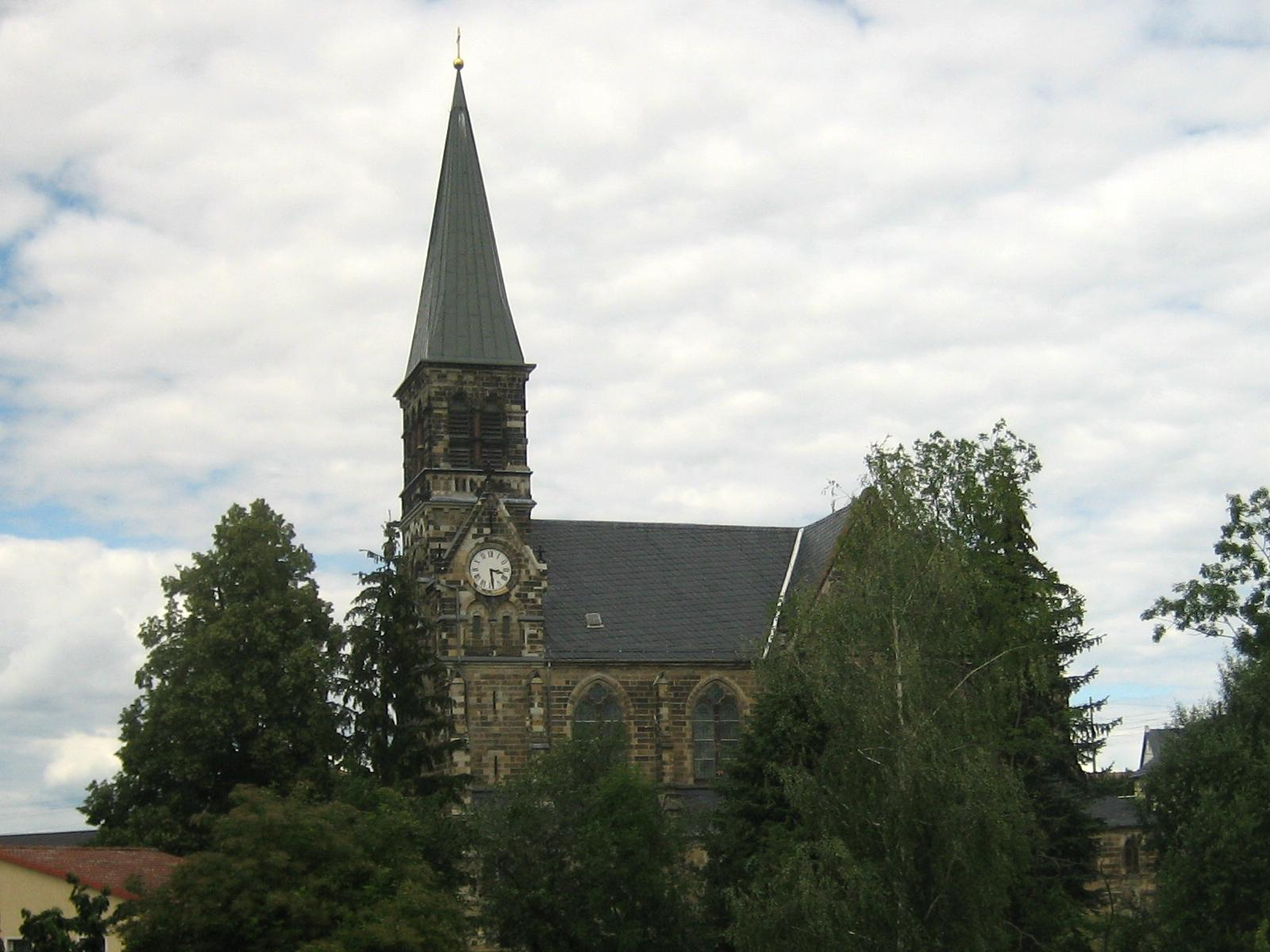
Kirche Großdobritz, 2020

Markantestes Gebäude im Ort ist die Dorfkirche Großdobritz von 1881/1882, die mit ihrer Größe und dem hohen Turm ortsbildprägend ist. Bereits im 15. Jahrhundert war die Großdobritzer Kirche eine Filialkirche von Gröbern. Eingepfarrt war ab 1638 Marschau und ist seit 1845 Ermendorf, beide Dörfer sind heute Ortsteile von Ebersbach. Die evangelisch-lutherische Kirchgemeinde hat 2020 126 Mitglieder.